# Пеллинг, Кристофер
Кристофер Пеллинг (англ. Christopher Pelling; род. 14 декабря 1947) — британский антиковед. Доктор философии, член Британской академии (2009), профессор Оксфорда, с 2003 по 2015 год Regius Professor of Greek (Oxford), затем эмерит. В 1975—2003 годах в оксфордском Университетском колледже, ныне его почётный феллоу. Также феллоу Learned Society of Wales (2011). В 2006—2008 годах президент Society for the Promotion of Hellenic Studies.
Первоначально изучал греческий и латынь в Cardiff High School. Учился у Джорджа Коуквелла.

### Книги
- Plutarch: Life of Antony (1988)
- Literary Texts and the Greek Historian (2000)
- Plutarch and History Архивная копия от 4 декабря 2020 на Wayback Machine (2002)
- Herodotus and the Question Why Архивная копия от 30 декабря 2020 на Wayback Machine (Austin: University of Texas Press, 2019) ISBN 978-1-4773-1832-4  Архивная копия от 23 ноября 2020 на Wayback Machine